# دانشگاه سلجوق
دانشگاه سلجوق (به ترکی استانبولی:Selçuk Üniversitesi) یک دانشگاه دولتی واقع در شهر قونیه ترکیه است. نام دانشگاه از نام سلجوق بن دقاق بنیان‌گذار فرمانروایی سلجوقیان ایران برداشته شده است. عمده شهرت دانشگاه سلجوق به دلیل کیفیت بالای آموزش در رشته‌های مرتبط با پزشکی است. مرکز مولانا پ‍ژوهی وابسته به دانشگاه سلجوق می‌باشد.

نمایی از پردیس اصلی دانشگاه سلجوق.

## تاریخچه
اقدامات برای تأسیس دانشگاه در شهر قونیه از سال ۱۹۵۵ شروع شده است. در این سال قانونی توسط مجلس ترکیه به منظور تأسیس دانشگاه با امضای اکثریت نمایندگان تصویب شد، اما این طرح به تأیید کمسیون آموزش ملی آن زمان مجلس نرسید. ۷ سال بعد در سال ۱۹۶۲ دو مرکز آکادمیک یعنی انستیتو آموزش سلجوق و انستیتو عالی علوم اسلامی در قونیه گشایش یافت و اولین گام برای ایجاد یک دانشگاه در این شهر برداشته شد. در ادامه تلاش‌ها انجمن تأسیس دانشگاه در سال ۱۹۶۸ با هدف تأسیس یک دانشگاه دولتی در شهر قونیه ایجاد شد؛ یکی از دستاوردهای این انجمن راه‌اندازی مدرسه عالی مهندسی و معماری بود که بعدها تبدیل به دانشکده شد.
با وجود این سه مرکز آموزش عالی زمینه برای تشکیل یک دانشگاه فراهم بود و این اتفاق در سال ۱۹۷۵ به وقوع پیوست. در تاریخ ۱۱ آوریل ۱۹۷۵ و طبق قانون شماره ۱۸۷۳ مربوط به تأسیس دانشگاه‌های چهارگانه با اضافه شده دانشکده علوم پایه و دانشکده ادبیات دانشگاه سلجوق رسماً تأسیس شد و کار خود را با پذیرش تعداد ۳۲۷ دانشجو در ۷ رشته آغاز نمود.
امروز دانشگاه سلجوق با دارا بودن ۲۲ دانشکده، ۴ مدرسه عالی، ۱ مدرسه عالی زبان‌های خارجه، ۲۲ مدرسه عالی فنی حرفه‌ای، ۲۰ مرکز تحقیقاتی و ۵ انستیتو و ارائه آموزش به ۸۵۰۰۰ دانشجوی داخلی و خارجی یکی از دانشگاه‌های مادر کشور ترکیه محسوب می‌شود. در حال حاضر در دانشگاه سلجوق ۱۱۷ دانشجوی خارجی از ۴۷ کشور جهان من‌جمله ۳۸ دانشجوی ایرانی به تحصیل اشتغال دارند.

سالن اینترنت دانشگاه سلجوق.

کلاس درس

استودیوی رادیو اختصاصی دانشگاه سلجوق.

خوابگاه.

تیم بسکتبال دانشگاه سلجوق.

جشن فارغ‌التحصیلی جمعی از دانشجویان پزشکی.

## واحدهای آموزشی

### دانشکده‌ها
- دانشکده دندانپزشکی[۶]
- دانشکده آموزش احمد کلش اوغلو[۷]
- دانشکده آموزش ارگلی[۸]
- دانشکده علوم پایه[۹]
- دانشکده ادبیات[۱۰]
- دانشکده هنرهای زیبا[۱۱]
- دانشکده حقوق[۱۲]
- دانشکده اقتصاد و علوم اداری[۱۳]
- دانشکده الهیات[۱۴]
- دانشکده ارتباطات[۱۵]
- دانشکده کار و دانش[۱۶]
- دانشکده مهندسی و معماری[۱۷]
- دانشکده آموزش فنی[۱۸]
- دانشکده کشاورزی[۱۹]
- دانشکده هنر و طراحی
- دانشکده فناوری
- دانشکده مهندسی سیدی شهیر[۲۰]
- دانشکده مدیریت بئی شهیر[۲۱]
- دانشکده دامپزشکی[۲۲]
- دانشکده پزشکی سلجوقلو[۲۳]
- دانشکده علوم پزشکی[۲۴]

#### دانشکده پزشکی سلجوقلو
- رشته‌های پایه پزشکی
  - آناتومی
  - بیوفیزیک
  - فیزیولوژی
  - بافت‌شناسی و جنین‌شناسی
  - بیوشیمی پزشکی
  - میکروبیولوژی پزشکی
  - آموزش و اطلاعات پزشکی
  - بیولوژی پزشکی
  - اخلاق پزشکی
- رشته‌های داخلی
  - اورژانس
  - پزشکی قانونی
  - پزشک خانواده
  - پزشک نوزادان
  - بهداشت روان کودکان و نوجوانان
  - بیماری‌های پوست و تناسلی
  - بیماری‌های عفونی
  - فیزیوتراپی
  - بیماری‌های قفسه سینه
  - بیماری‌های آلرژیک
  - سی.سی. یو و مراقبت‌های ویژه
  - بهداشت عمومی
  - آمار پزشکی
  - غده درون‌ریز و بیماری‌های متابولیکی

نمایی از مزرعه تحقیقاتی دانشگاه سلجوق.

آزمایشگاه.

  - دستگاه گوارش
  - خون‌شناسی
  - نفرولوژی
  - روماتولوژی
  - اُنکولوژی (سرطان‌شناسی)
  - اُنکولوژی پرتوی
  - نورولوژی و اعصاب
  - کاردیولوژی
  - پزشکی هسته‌ای
  - رادیولوژی
  - بیماری‌های روح و روان
  - پزشکی ورزشی
  - فارماکولوژی پزشکی
  - ژنتیک پزشکی
- رشته‌های جراحی
  - هوشبری
  - تکنیسین درد بی‌حسی
  - جراحی عمومی
  - جراحی کودکان
  - جراحی مغز و اعصاب
  - جراحی قفسه سینه
  - چشم و بیماری‌های چشم
  - زنان و زایمان
  - پریونتولوژی
  - هورمون‌شناسی تناسلی
  - جراحی قلب و رگ
  - جراحی گوش، حلق و بینی
  - اُرتوپدی
  - جراحی دست
  - جراحی پلاستیک و ترمیم زیبایی
  - پاتولوژی
  - سیتوپاتولوژی
  - اُرولوژی[۲۵]

### مدارس عالی
- مدرسه عالی علوم ورزش و تربیت بدنی
- مدرسه عالی علوم بهداشت کادیر یالاگوز آک شهیر
- مدرسه عالی زبان‌های خارجی
- مدرسه عالی هتلداری و مدیریت توریسم
- مدرسه عالی هتلداری و مدیریت توریسم آک شهیر

### مدارس عالی حرفه‌ای
- مدسه عالی حرفه‌ای عدالت
- مدسه عالی حرفه‌ای علیرضا اِرجِن
- مدسه عالی حرفه‌ای آک شهیر
- مدسه عالی حرفه‌ای بئی شهیر
- مدسه عالی حرفه‌ای بوزکر
- مدسه عالی حرفه‌ای جهان بِیلی
- مدسه عالی حرفه‌ای چومرا
- مدسه عالی حرفه‌ای دوغان حصار
- مدسه عالی حرفه‌ای اِرگلی کمال آکمان

جشن نوروز در دانشگاه سلجوق.

- مدسه عالی حرفه‌ای گونِی سینیر
- مدسه عالی حرفه‌ای حادیم
- مدسه عالی حرفه‌ای هوقلو
- مدسه عالی حرفه‌ای ایلقین
- مدسه عالی حرفه‌ای کادین هانلی
- مدسه عالی حرفه‌ای کاراپینار
- مدسه عالی حرفه‌ای کولو
- مدسه عالی حرفه‌ای علوم اجتماعی
- مدسه عالی حرفه‌ای خدمات بهداشت
- مدسه عالی حرفه‌ای سارای اُونو
- مدسه عالی حرفه‌ای سیدی شهیر
- مدسه عالی حرفه‌ای سلیفکه تاش اوجو
- مدسه عالی حرفه‌ای علوم فنی

### انستیتوها
- انستیتو علوم پایه[۲۶]
- انستیتو علوم پزشکی[۲۷]
- انستیتو علوم انسانی[۲۸]
- انستیتو علوم آموزشی[۲۹]
- انستیتو مطالعات ترکی[۳۰]

### مراکز تحقیقاتی کاربردی
- مرکز تحقیقاتی کاربردی مولانا
- مرکز تحقیقاتی کاربردی خانواده
- مرکز تحقیقاتی کاربردی آتاترک و تاریخ انقلاب
- مرکز تحقیقاتی کاربردی علوم رایانه
- مرکز تحقیقاتی کاربردی مسائل زیست‌محیطی
- مرکز تحقیقاتی کاربردی آزمایش‌های پزشکی
- مرکز تحقیقاتی کاربردی ESWL
- مرکز تحقیقاتی کاربردی پیشگیری حوادث
- مرکز تحقیقاتی کاربردی پرورش قارچ
- مرکز تحقیقاتی کاربردی سلجوقلو
- مرکز تحقیقاتی کاربردی فرهنگ ملت ترک
- مرکز تحقیقاتی کاربردی صنایع دستی ترک
- مرکز تحقیقاتی کاربردی تاریخ قونیه
- مرکز تحقیقاتی کاربردی ریاضیات کاربردی
- مرکز تحقیقاتی کاربردی زبان‌های خارجی
- مرکز تحقیقاتی کاربردی امالت سیس
- مرکز تحقیقاتی کاربردی استراتژیک
- مرکز تحقیقاتی کاربردی آموزش مداوم دانشگاه سلجوق
- مرکز تحقیقاتی کاربردی سوخت‌های زیستی
- مرکز تحقیقاتی کاربردی محصولات آب

### واحدهای وابسته به ریاست دانشگاه
- واحد اندیشه آتاترک و تاریخ انقلاب
- مدیریت واحد زبان ترکی

### سایر واحدها
- مرکز BILMER
- کتابخانه مرکزی دانشگاه سلجوق
- تکنوکنت قونیه

## رؤسای دانشگاه
| رؤسای دانشگاه سلجوق        | رؤسای دانشگاه سلجوق |
| -------------------------- | ------------------- |
| نام رئیس                   | تاریخ ریاست         |
| پروفسور علیرضا چتین        | ۱۹۷۵-۱۹۷۹           |
| پروفسور نِشت چاغاتای        | ۱۹۷۹-۱۹۸۱           |
| پروفسور مؤمن کؤک سوی       | ۱۹۸۱-۱۹۸۲           |
| پروفسور اِرول گون گوی       | ۱۹۸۲-۱۹۸۳           |
| پروفسور سلیمان کادایفچیلار | ۱۹۸۳-۱۹۸۴           |
| پروفسور خلیل جین           | ۱۹۸۴-۱۹۹۵           |
| پروفسور عبدالرحمان کوتلو   | ۱۹۹۵-۲۰۰۳           |
| پروفسور سلیمان اُکودان      | ۲۰۰۳-۲۰۱۱           |
| پروفسور حقّی گوگبل          | ۲۰۱۱-...            |

## نگارخانه

ساختمان دانشکده حقوق
ساختمان دانشکده مهندسی و معماری
ساختمان دانشکده آموزش
دانشکده پزشکی سلجوقلو